# Jelšava
Jelšava (deutsch Eltsch oder älter Jelschau und Ilsau, ungarisch Jolsva oder älter Jólsva, lateinisch Alnovia) ist eine Stadt in der Mittelslowakei im Okres Revúca. Sie befindet sich im hügeligen Vorland am Südrand des Slowakischen Erzgebirges im mittleren Muráňtal, 11,5 Kilometer von Revúca, 100 Kilometer von Košice sowie 105 Kilometer von Banská Bystrica entfernt.

## Geschichte

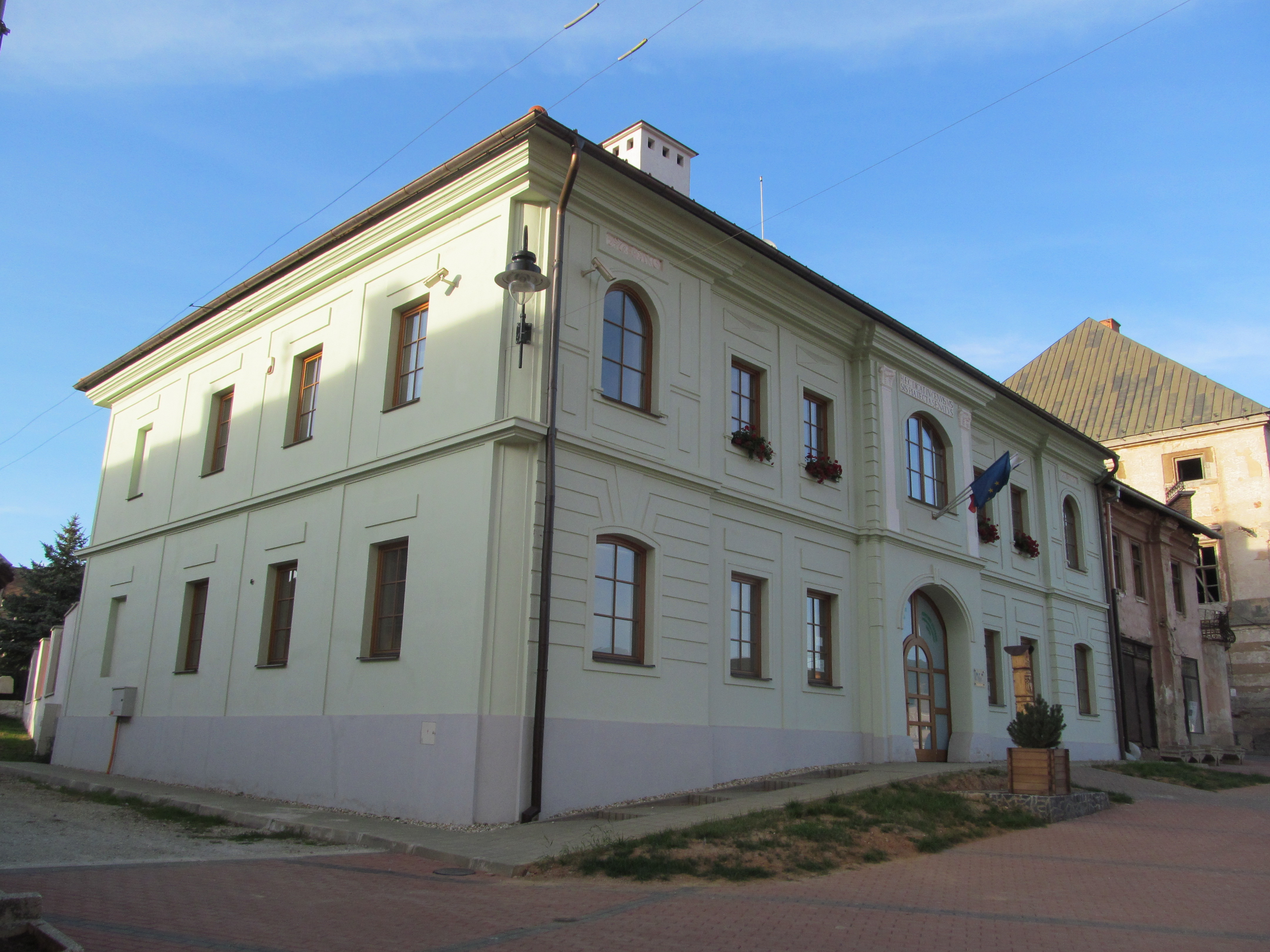
Bürgerhaus am Námestie republiky (deutsch Platz der Republik)

Der Ort wurde 1243 zum ersten Mal schriftlich als Ilswa erwähnt, er wurde von deutschen Bergleuten gegründet. Nach dem Niedergang des Bergbaus trat das Handwerk in den Vordergrund, der Anteil der deutschsprachigen Einwohner lag 1930 bei nur 197 von 3493 Einwohnern.
Bis 1918 gehörte die Stadt im Komitat Gemer und Kleinhont zum Königreich Ungarn und kam dann zur neu entstandenen Tschechoslowakei. Durch den Ersten Wiener Schiedsspruch kam sie von 1938 bis 1945 kurzzeitig wieder zu Ungarn.

## Bevölkerung
| Jahr:                | 1994. | 2004.    | 2014.   | 2024.   |
| -------------------- | ----- | -------- | ------- | ------- |
| Anzahl der Personen: | 2909  | 3249     | 3191    | 3177    |
| Unterschied:         |       | +11,68 % | -1,78 % | -0,43 % |

| Jahr:                | 2023. | 2024.   |
| -------------------- | ----- | ------- |
| Anzahl der Personen: | 3160  | 3177    |
| Unterschied:         |       | +0,53 % |

## Sehenswürdigkeiten

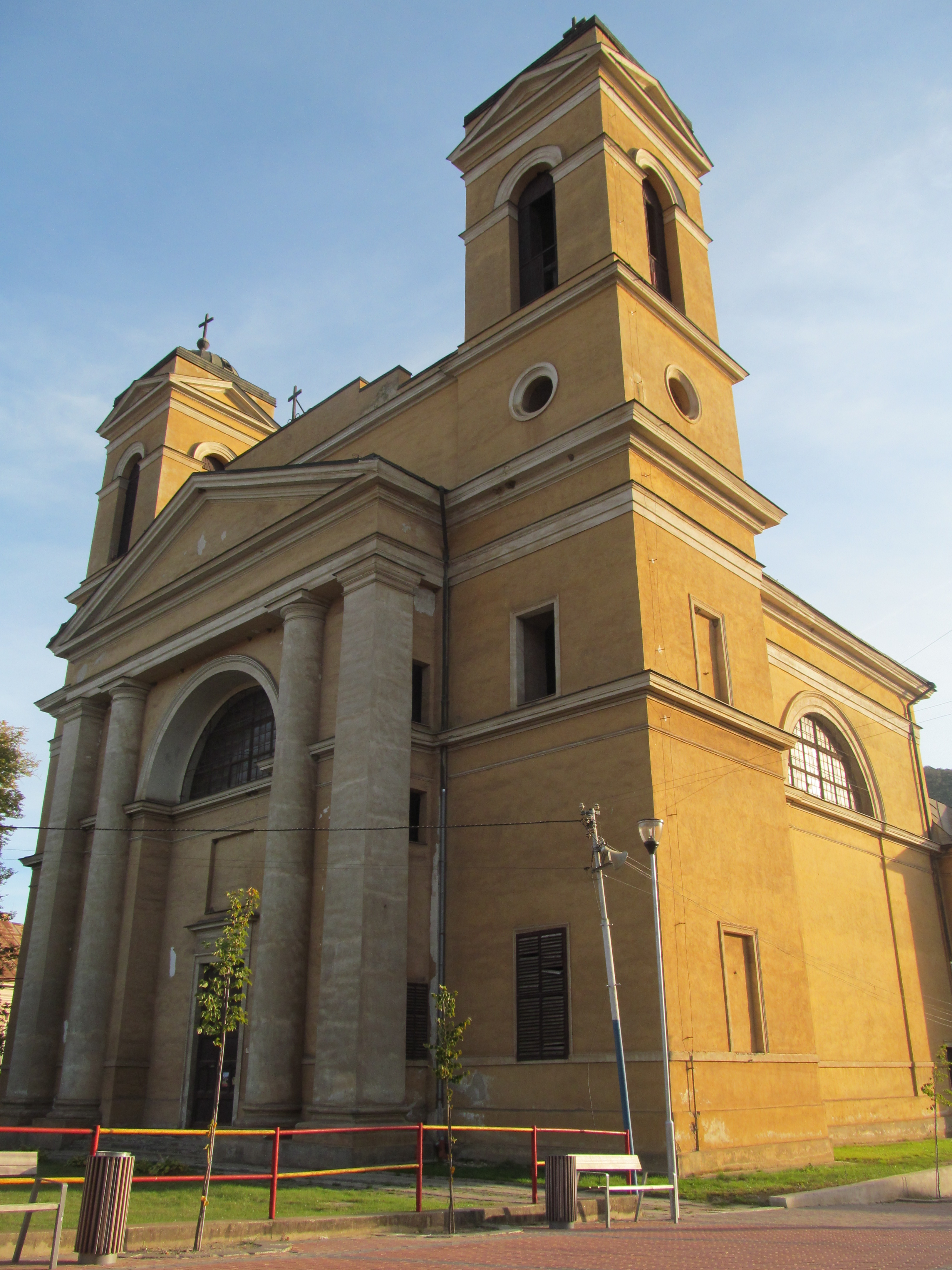
Katholische Kirche St. Peter und Paul

Siehe auch: Liste der denkmalgeschützten Objekte in Jelšava
- klassizistische evangelische Kirche von 1784/85 mit Glockenturm von 1834
- klassizistische zweitürmige katholische Kirche von 1849
- Rathaus im barocken Stil von 1781
- langgezogener Marktplatz mit historischen Häusern
- Kastell im klassizistischen Stil

## Verkehr
Jelšava liegt an der Kreuzung von zwei Straßen 2. Ordnung. Die II/532 führt von Tornaľa (Anschluss an die Straße 1. Ordnung 16) über Jelšava zumeist entlang des Muráňtales nach Muráň, während die II/526 in Kriváň von der I/16 abzweigt und über mehrere Gebirgspässe die Stadt mit Hnúšťa und Rožňava verbindet.
Die Stadt besitzt einen Bahnhof an der Bahnstrecke Plešivec–Muráň; diese ist allerdings seit 2011 ohne Personenverkehr. Seither befindet sich der nächste Anschluss im 22 Kilometer entfernten Bahnhof Plešivec.
Die nächsten internationalen Flughäfen sind Poprad-Tatry (76 Straßenkilometer) und Košice-Barca (96 Straßenkilometer).

## Städtepartnerschaften
- Uničov, Tschechien
- Tótkomlós, Ungarn
- Nădlac, Rumänien
- Szczekociny, Polen

## Persönlichkeiten
- Ludwig Greiner (1796–1882), Forstmann und Landvermesser